# Neotridactylus pentacuminatus
Neotridactylus pentacuminatus is een rechtvleugelig insect uit de familie Tridactylidae. De wetenschappelijke naam van deze soort is voor het eerst geldig gepubliceerd in 1989 door Günther.